# Рязанский, Михаил Сергеевич
Михаил Сергеевич Ряза́нский (23 марта (5 апреля) 1909 — 5 августа 1987) — советский учёный и конструктор в области ракетно-космической техники.
Член-корреспондент АН СССР (1958). Герой Социалистического Труда (1956). Лауреат Ленинской премии (1957) и Сталинской премии второй степени (1943). Член КПСС с 1931 года.

## Биография
Родился 23 марта (5 апреля) 1909 года в Санкт-Петербурге. Детские годы провел в Баку, где его отец работал секретарём в конторе Нобеля.
В 1923 году семья Рязанских переезжает в Москву, где Рязанский стал комсомольцем — активно занимался комсомольской работой, становится пропагандистом радиодела в Хамовниках.
Трудовую карьеру М. С. Рязанский начал монтёром, потом работал техником.
В 1924—1927 годах на общественных началах руководит радиокружками, работает в президиуме «Общества друзей радио» при МК ВЛКСМ, работает в президиуме радиокомиссии при ЦК ВЛКСМ.
Это же общество в 1928 году рекомендовала его для работы в Нижегородской радиолаборатории имени В. И. Ленина — в то время ведущего радиоцентра страны. В Нижнем Новгороде Рязанский заведовал антенным полигоном. В 1931 году стал кандидатом в члены ВКП(б), в 1940 году был принят в члены партии.
В 1931 году был направлен на обучение в Ленинградскую Военно-техническую академию, но поступил в Ленинградский электротехнический институт. Одновременно Рязанский работает в Особом техническом бюро (Остехбюро), в котором занимается разработкой радиоприёмников для военно-морского флота СССР. В это время он тяжело заболел туберкулёзом. Ради выздоровления уехал в Башкирскую АССР, где в Ишимбайнефти работал его отец. Его в Башкирии выходили родители мёдом и кумысом, болезнь отступила.
В 1934 году он возвращается в Москву, переводится в Московский энергетический институт. Одновременно работает в московском филиале Остехбюро. В 1935 году заканчивает МЭИ, защитив секретный диплом по системам специального радиооповещения, и продолжает работать в Остехбюро, из которого затем выделился НИИ-20. Занимался радиоуправлением танков, самолётов и торпедных катеров, позднее авиационными радиостанциями.
Перед самым началом Великой Отечественной войны Рязанский начал заниматься радиолокацией, участвовал в разработке первого советского радиолокатора: разрабатывал его приёмную часть. Затем стал Главным конструктором радиолокатора П2, принятого на вооружение. Работа над радиолокатором, начатая в Москве, продолжалась в Барнауле, куда были эвакуированы радисты. Следующей разработкой Рязанского стал локатор наведения П-3, затем был радиолокатор «Бирюза».
В конце войны Рязанский был привлечен к изучению систем наведения ракет Фау-2. В 1945—1946 годах, в числе многих видных советских учёных и конструкторов, находился в командировке в Германии, где изучал разработки германских инженеров. Для этого советскими инженерами был создан институт «Нордхаузен», где работали как советские, так и немецкие специалисты. Рязанский тоже прошёл школу «Нордхаузена» вместе с Королёвым, Глушко и другими будущими создателями советской ракетно-космической техники. По результатам работы спецкомиссии был выпущен отчёт, третий том «Системы управления немецких ракет» был выпущен под руководством М. С. Рязанского.
Возвратившись в Советский Союз, он сразу же был назначен Главным конструктором НИИ-885 (ныне АО «Российские космические системы»), который занимался работами по управлению и аппаратуре радиосвязи для ракет.
Входил в «великолепную шестёрку» Совета главных конструкторов, принимавшую решения по ракетной отрасли.
М. С. Рязанский стал до конца своей жизни главным ракетным «радистом» страны. В январе 1951 года он был назначен главным инженером НИИ-88 Министерства вооружения, а летом 1952 года — начальником Главного управления Министерства вооружения СССР.

Надгробие на могиле М. С. Рязанского

В 1954 году он возвращается в НИИ-885 и остается там научным руководителем и Главным конструктором, пребывая на этом посту в течение всех последующих лет, вплоть до 1986 года. Он участвовал в разработке радиосистем для баллистических ракет, а впоследствии для космических ракет-носителей, спутников, межпланетных станций. Когда С. П. Королев создал знаменитый «Совет Главных конструкторов», одним из членов Совета стал Рязанский.
С 1965 по 1986 годы М. С. Рязанский работал заместителем по научной работе директора ФГУП «РНИИ КП», оставаясь главным конструктором предприятия. В 1958 году он был избран членом-корреспондентом АН СССР — так был отмечен его вклад в дело создания первых искусственных спутников Земли.
Скончался 5 августа 1987 года. За несколько лет до его смерти умерла жена Елена Зиновьевна (1981), а в 1982 году в горах трагически погиб сын Владимир. Похоронен на Новом Донском кладбище, участок 1.

## Семья
Внук Сергей Рязанский (род. 13 ноября 1974) — российский лётчик-космонавт, герой Российской Федерации.

## Память

Бюст М. С. Рязанского в городе Байконуре

Бюст М. С. Рязанского установлен на проспекте Королёва в городе Байконуре.
Ему посвящены мемориальные доски — на зданиях МЭИ и ФГУП «РНИИ КП» - сейчас АО «Российские космические системы».
Медаль им. М. С. Рязанского Федерации космонавтики России.

## Награды и звания
- Герой Социалистического Труда — Указом Президиума Верховного Совета СССР № 235/13 в статусе «совершенно секретно» от 20 апреля 1956 года «за заслуги в деле создания дальних баллистических ракет»[5].
- пять орденов Ленина (1956 — за успешную разработку баллистической ракеты средней дальности Р-5; 1959 — за достижения в области создания ракетно-космической техники и в связи с 50-летием со дня рождения; 1961 — за успешное осуществление первого в мире полёта советского человека в космос; 1969 — за достижения в области создания ракетно-космической техники и в связи с 60-летием со дня рождения; 1979 — за достижения в области создания ракетно-космической техники и в связи с 70-летием со дня рождения)
- орден Октябрьской Революции (1971) — за создание космических систем, обеспечивших успешное выполнение программ освоения Луны и планет Солнечной системы)
- два орден Трудового Красного Знамени (1975 — за успешное осуществление совместного полёта космических кораблей «Союз» — «Аполлон» по программе «ЭПАС»; 1984 — за выполнение заданий Правительства Союза ССР по созданию специальной техники)
- орден Красной Звезды (1944) — за выполнение заданий Правительства Союза ССР по созданию специальной техники)
- Ленинская премия (1957) — за создание межконтинентальной баллистической ракеты Р-7 и успешный запуск первого в мире ИСЗ).
- Сталинская премия второй степени (1943) — за разработку новой конструкции радиоустановки (первого советского радиолокатора «Пегматит»).